# Staind (álbum)
| Críticas profissionais | Críticas profissionais |
| Avaliações da crítica  | Avaliações da crítica  |
| Fonte                  | Avaliação              |
| ---------------------- | ---------------------- |
| allmusic               | link                   |
| About.com              | link                   |

Staind é o sétimo álbum de estúdio da banda Staind, lançado a 13 de setembro de 2011.
O álbum estreou no número 5 da Billboard 200 com vendas de 47 mil cópias na primeira semana, sendo o quinto álbum consecutivo no top cinco da banda.

## Faixas
1. "Eyes Wide Open" — 3:30
2. "Not Again" — 4:34
3. "Failing" — 5:26
4. "Wannabe" — 3:49
5. "Throw It All Away" — 4:24
6. "Take a Breath" — 3:56
7. "The Bottom" — 4:15
8. "Now" — 3:44
9. "Paper Wings" — 4:23
10. "Something to Remind You" — 4:07

## Desempenho nas paradas musicais
| Parada musical (2011)                               | Posição |
| --------------------------------------------------- | ------- |
| Estados Unidos - Top Hard Rock Albums               | 1       |
| Estados Unidos - Top Modern Rock/Alternative Albums | 1       |
| Estados Unidos - Top Rock Albums                    | 1       |
| Estados Unidos - Billboard 200                      | 5       |
| Estados Unidos - Top Digital Albums                 | 5       |

## Créditos
- Aaron Lewis – Vocal, guitarra rítmica
- Mike Mushok – Guitarra
- Johnny April – Baixo
- Jon Wysocki – Bateria (gravado antes de deixar a banda)